# 아가베

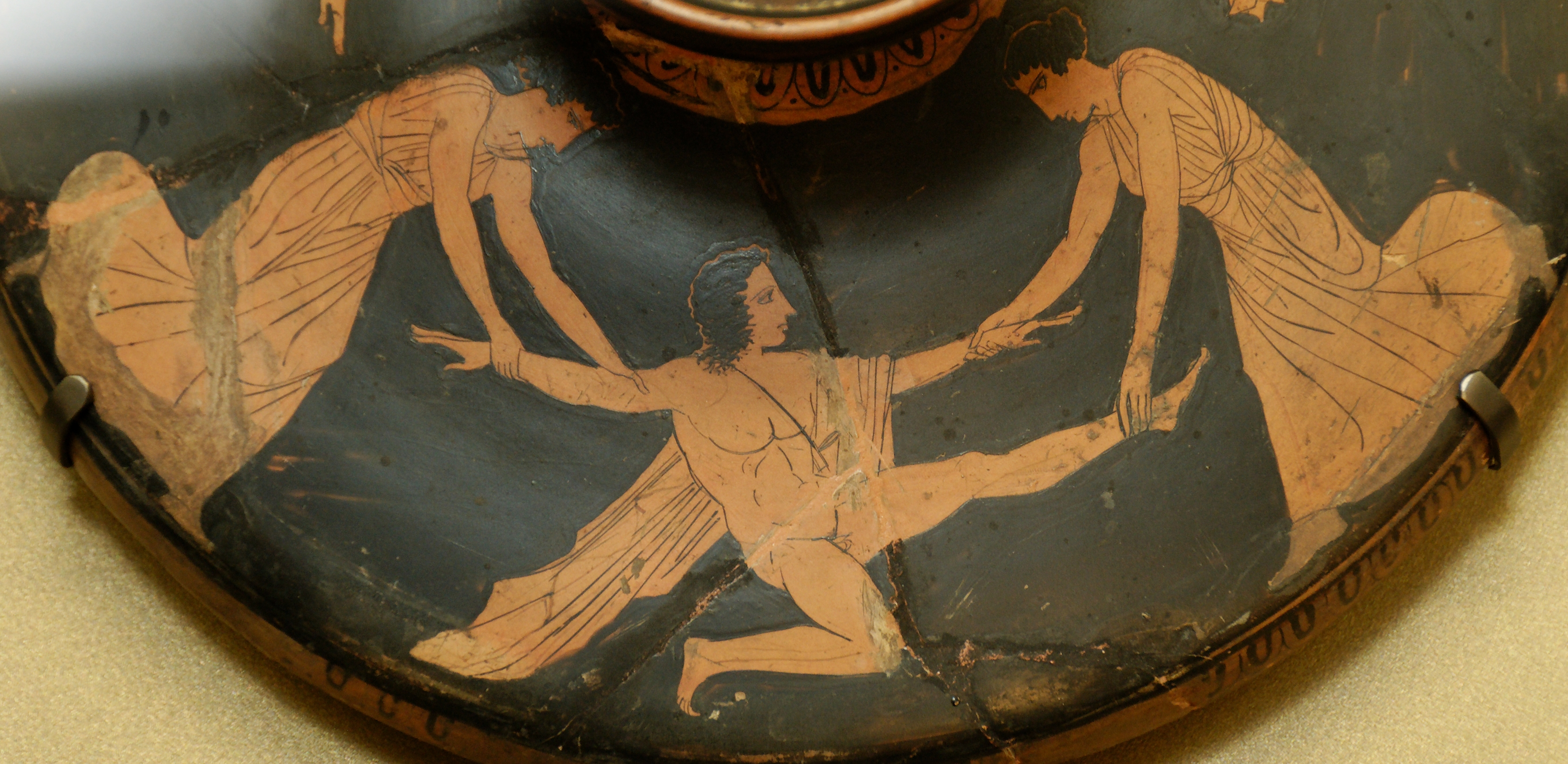

아가베(Agave)는 그리스 신화에 나오는 테베의 건설자 카드모스의 딸이다. 그리스어로 '빛나는' 이라는 뜻이다. 어머니는 하르모니아이고 폴리도로스의 누이이자 이노와 세멜레, 아우토노에의 자매이다. 스파르토이의 하나인 에키온과 결혼하여 테베의 2대 왕이 된 아들 펜테우스와 딸 에피로스를 낳았다. 세멜레는 제우스와 정을 통하여 디오니소스를 낳았는데, 다른 자매들은 세멜레가 제우스의 아기를 임신하였다는 말을 믿지 않고 디오니소스의 신성을 인정하지 않았다. 이로 인해 세멜레의 자매들은 디오니소스가 테베를 방문하였을 때 벌을 받아 광기에 휩싸이게 되었다.